# Климовски, Керен
Керен Климовски (род. 13 декабря 1985 г., Москва) — израильский драматург, прозаик, переводчик.

## Биография
Родилась в 1985 г. в Москве, в семье поэтессы Светланы Аксеновой-Штейнгруд и режиссёра, прозаика и переводчика Вадима Климовского. В возрасте пяти лет с семьёй репатриировалась в Израиль. С седьмого по двенадцатый класс жила в Минске, а потом в Санкт-Петербурге,  где училась в англо-американской школе. В 2008 г. закончила одновременно два факультета Университета Браун (США): театральный и сравнительной литературы (английской, русской, французской). В апреле 2014 г. защитила докторскую диссертацию на кафедре славистики того же университета. Училась у мастеров американской школы драматургии: Бонни Мецгар, Аиши Рахман и Полы Вогел. Живёт в г. Мальме (Швеция). В 2012 г. вместе с музыкантом, композитором и актёром Элиасом Файнгершом основала Театр КЕФ.
Начала публиковаться в пятнадцать лет в российской, израильской, американской периодике:  альманахе «Диалог», в журналаx «Нева», «Новая юность», «Интерпоэзия»,  «Октябрь», «Дружба Народов», «Иерусалимском Журнале». Стихи опубликованы в нескольких израильских альманахах и вошли в антологию современной русскоязычной израильской поэзии (2005 г.). Перевела с иврита две пьесы Ханоха Левина: «Холостяки и холостячки» (опубликована в журнале «Современная драматургия», 2004 г.) и «Тощий солдат» («Современная драматургия», 2011 г.). Лауреат конкурса «Илья-Премия» (2007 г.). Участник «Восьмого форума молодых писателей России» в Липках (2008 г.), участник Цветаевского фестиваля в Александрове (2009, 2010 г.). Лауреат Волошинского фестиваля (2011 г.). Текст «Рада» занял третье место конкурса «Свободный Театр» в номинации «Экспериментальные тексты для театра» (2010 г.), а также попал в шорт-лист фестиваля «Текстура» (2010 г.). Пьеса «Вы заслоняете мне океан» прошла в шорт-лист конкурса «Баденвайлер» (2010 г.). Пьеса «Тот вечерний несказанный свет» заняла первое место в номинации «Монопьеса» на фестивале «Премьера» (2010 г.), второе место на конкурсе «Свободный Театр» (2011 г.), а также участвовала в лаборатории Рязанского ТЮЗа, (реж. Олег Плаксин 2011 г.). Пьеса «Дыня» Рязанского ТЮЗа (2012 г.). Читка пьесы состоялась в рамках «Театра Читок» в Москве (ноябрь 2011 г.) Пьеса была опубликована в сборнике СТД «Новые пьесы для детей и подростков» (составитель Ксения Драгунская, 2015 г.). «Рада» и «Вы заслоняете мне океан» вошли в лонг-лист премии «Дебют» (2010 г.) и были особо отмечены жюри. Пьеса «Колыбельная для взрослого мужчины» вошла в шорт-лист конкурса «Литодрама» (2012 г.), в лонг-лист «Дебюта» (2011 г.) и заняла 3-е место в конкурсе «Баденвайлер» (2012 г.).  Пьеса участвовала в фестивале «Театра Читок» (г. Москва, 2012 г.). Эскиз спектакля был сделан в октябре 2011 г. в театре «АпАрте» (г. Москва, реж. Ольга Лысак). Эта пьеса также вошла в сборник пьес молодой драматургии «Восемь» (издательство фонда СЭИП, 2013 г.). Пьеса поставлена в 2013 г. творческим коллективом «Нити» (реж. Вероника Мамонова), и играется в Центре современного искусства им. Сергея Курехина (г. Санкт-Петербург). В 2017 г. «Колыбельная для взрослого мужчины» была поставлена в Пилиес Театрас (г. Клайпеда, Литва - реж. Альвидас Визгирда).
Пьеса «Дедушка» написана в соавторстве с Марией Райс, спектакль театров КЕФ и ИнСайт по этой пьесе получил приз зрительских симпатий на фестивале «Встречи в России» Балтийского Дома (г. Санкт-Петербург, 2015 г.).
Соавтор сценария фильма «Репетиции» (реж. Оксана Карас, 2013 г.) Фильм признан лучшим дебютом на фестивале «Московская Премьера», получил  специальный приз канала ОТР на онлайн-фестивале «Дубль 2».
С подборкой рассказов «Банановый рай» вошла в финал премии «Дебют» в номинации «Малая проза» (2013 г.).
В ноябре 2016 г. в издательстве РИПОЛ-классик (г. Москва) вышла первая книга прозы – «Королева Англии кусала меня в нос». В 2020 г. в издательстве "Редакция Елены Шубиной" вышел роман "Время говорить".
По пьесе «Вдова, коротышка, тюлень и другие» на сцене театра «Балтийский дом» (г. Санкт-Петербург) совместно с театром КЕФ (г. Мальме, Швеция) поставлен спектакль «А вы знаете, что такое любовь?» (режиссёр – Элиас Файнгерш, 2017 г.).
28 июля 2019 г. в Российском государственном театре "Сатирикон" имени Аркадия Райкина на малой сцене состоялась премьера спектакля "Мой Папа - Питер Пэн" в постановке режиссёра Нади Кубайлат.
19 октября 2019 года в Молодёжном театре Алтая состоялась премьера спектакля по пьесе «Мой папа – Питер Пэн» в постановке Бениамина Коца.
24 июня 2022 года в Приморском театре молодёжи во Владивостоке состоялась премьера спектакля по пьесе «Мой папа – Питер Пэн» в постановке режиссёра Германа Авеличева.

### Книги
- «Королева Англии кусала меня в нос», Рипол-классик, Москва, 2016 г.

### Антологии
- «Антология современной русскоязычной израильской поэзии». Иерусалим, 2005
- «Антология русской поэзии Новой Англии». Бостон, 2006

### Журнальные публикации стихов и эссе
- «Новая Юность», № 5(50), 2001 Архивная копия от 16 августа 2003 на Wayback Machine
- Альманах «Диалог», 2001—2002
- Журнал «Простор», июнь 2003
- Журнал «Мишпоха» (Витебск), 2005
- «Нева», № 1, 2005 Архивная копия от 16 февраля 2012 на Wayback Machine
- «Интерпоэзия», № 2, 2007 Архивная копия от 30 августа 2017 на Wayback Machine
- «Интерпоэзия», № 3, 2007 Архивная копия от 4 ноября 2013 на Wayback Machine
- Сетевой журнал «Пролог» (недоступная ссылка)
- Эссе в журнале «Окно» (недоступная ссылка)

### Переводы
- Альманах «Диалог», 2004—2005 (перевод поэмы Якова Бессера на русский язык)
- Современная драматургия № 3, 2004 (перевод пьесы Ханоха Левина «Холостяки и холостячки» на русский язык)
- Перевод стихов с иврита в журнале «Пролог» (недоступная ссылка)